# Ankavandra
Ankavandra est une commune urbaine malgache située dans la partie nord de la région du Menabe.

## Géographie
La ville de Ankanvandra se situe sur les bords du fleuve Manombolo.